# 이름을 말해줘
《이름을 말해줘》(영어: An Abundance of Katherines)는 존 그린의 2006년 장편 청소년 소설이다. '캐서린'이라는 이름의 여자만 만나면 사랑에 빠지는 천재 소년 '콜린'이, 실연에 지쳐 자신만의 '사랑의 공식'을 찾아 나간다는 이야기이다. 대한민국에는 웅진지식하우스에서 박산호 번역으로 출간되었다.